# Хакари (вилајет)
Вилајет Хакари (тур. Hakkâri ili) је вилајет у југоисточном углу Турске. Престоница вилајета је град Хакари (кур. Colemêrg). Вилајет захвата подручје од 7.121 km² где живи 251.302 становника (2010. процена). У вилајету је живело 236.581 становника у години 2000.
Вилајет је настао 1936. године од дела вилајета Ван. Суседни вилајети су Ширнак на западу и Ван на северу.

## Окрузи
Вилајет Хакари је подељен на 4 округа (престоница је подебљана):
- Чукурџа
- Хакари
- Шемдинли
- Јукшекова

вавилонија акадија

## Историја
Подручјем су владали Акади, Хетити, Асирци, Вавилонци, Персијанци, Грци, Јермени, Парти, Римљани, Византинци, Сасаниди, Арапи, Курди и Монголи током његове дуге историје.